# Oleksovičky

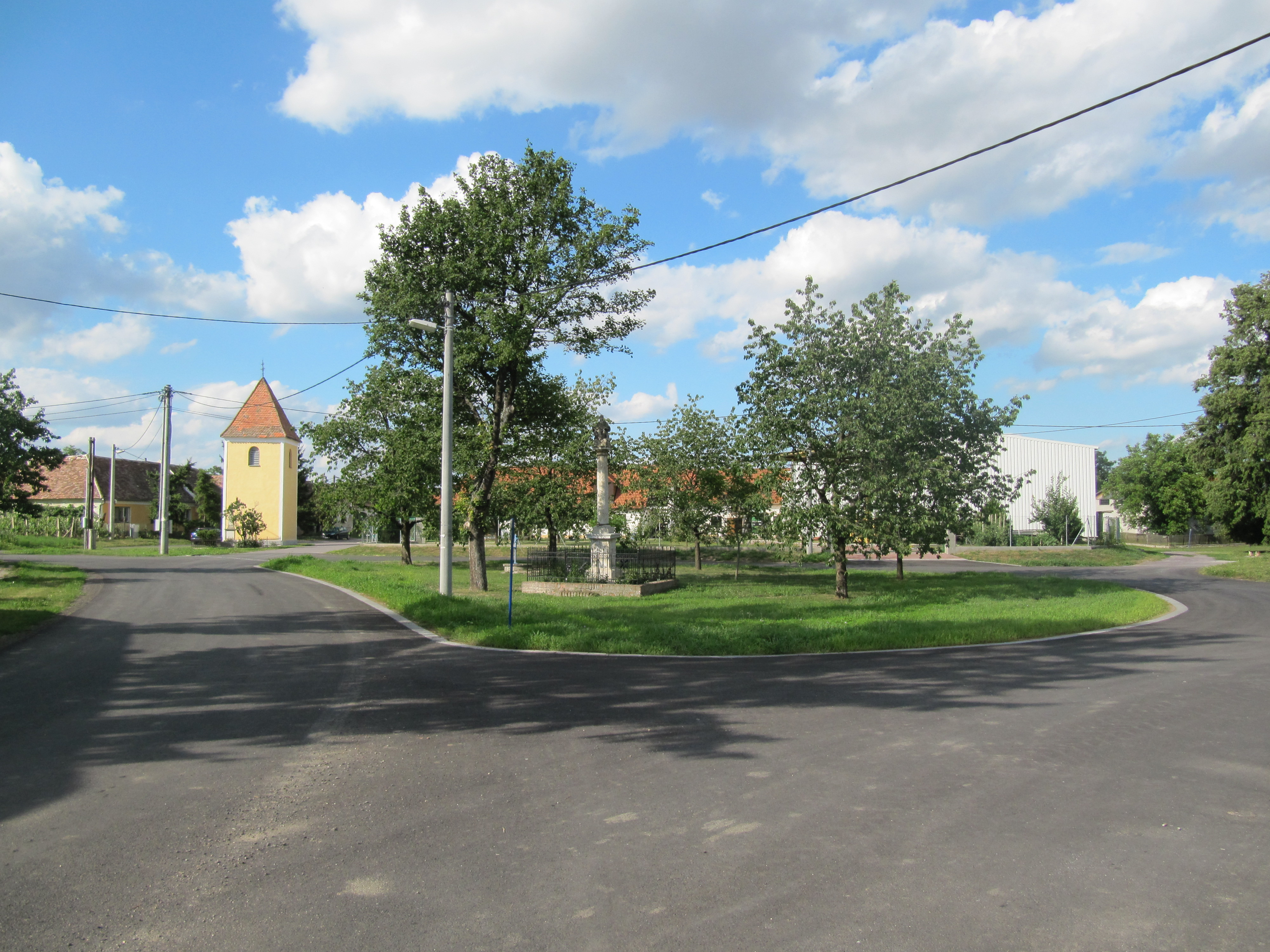
Dorfplatz mit Glockenturm

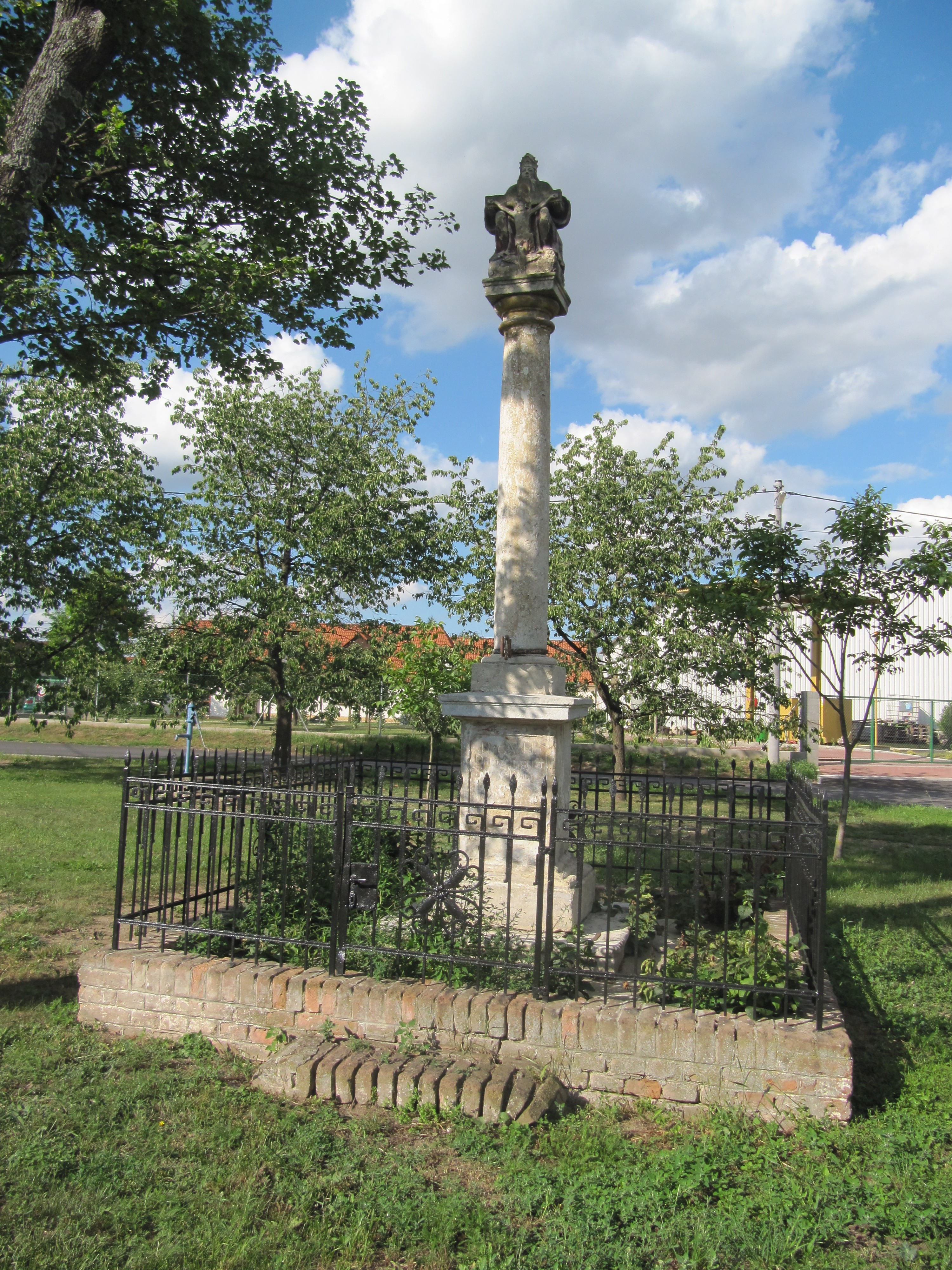
Dreifaltigkeitssäule auf dem Dorfplatz

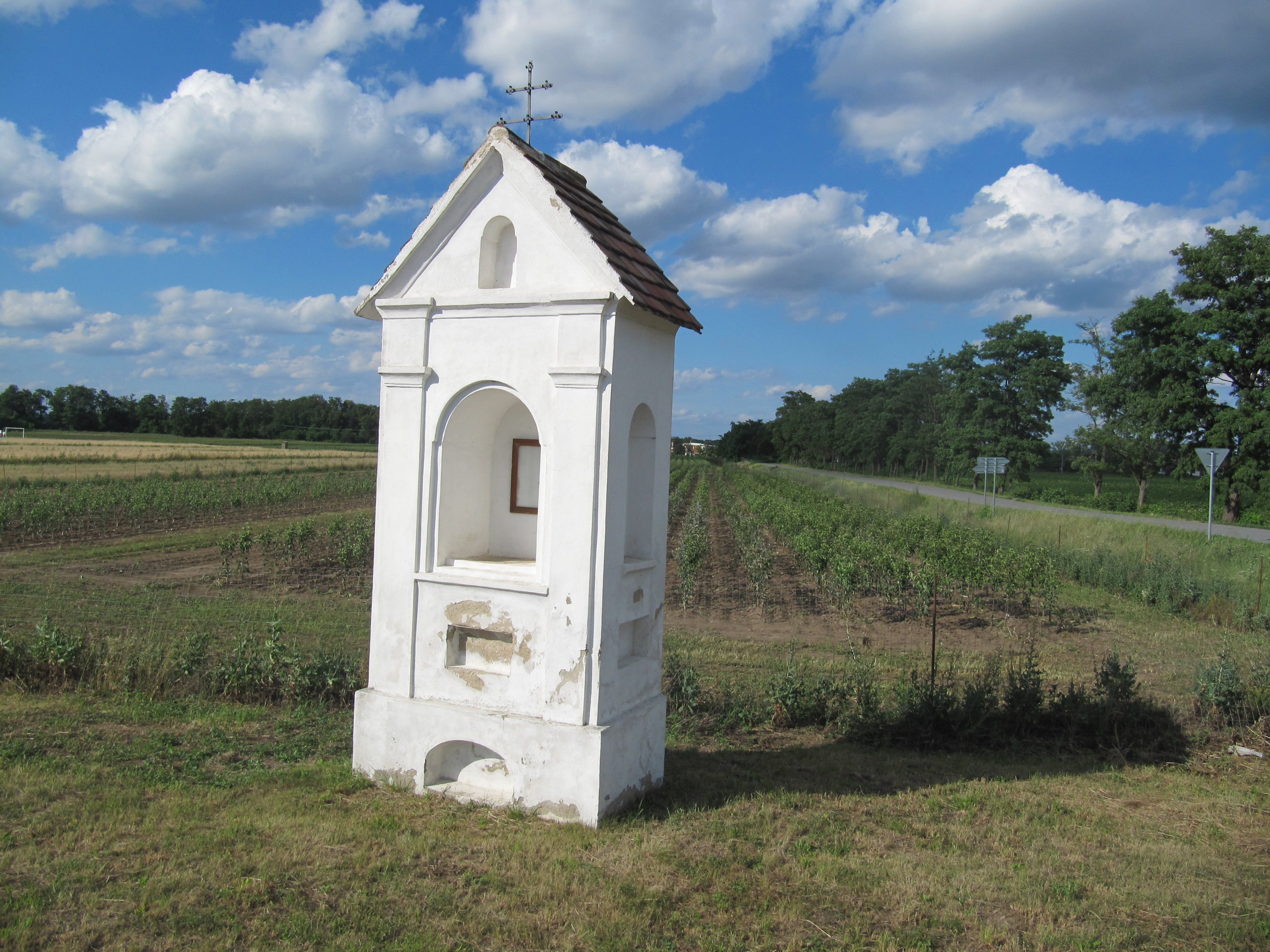
Nischenkapelle

Oleksovičky (deutsch Klein Olkowitz) ist ein Ortsteil der Gemeinde Slup in Tschechien. Er liegt östlich von Slup und gehört zum Okres Znojmo.

## Geographie
Das Angerdorf Oleksovičky befindet sich linksseitig des Thayamühlbachs, von dem hier im Bett der Alten Thaya der Überlaufkanal zur Thaya (Přetokový kanál) abzweigt, in der Thaya-Schwarza-Senke. Die Thaya fließt in ca. einem Kilometer Entfernung nördlich und östlich von Oleksovičky. Südöstlich liegt der Fischteich Horní Jaroslavický rybník (Oberer Schlossteich).
Nachbarorte sind Valtrovice im Nordosten, Křídlůvky und Hrádek im Osten, Jaroslavice im Südosten, Seefeld-Kadolz im Süden, Slup im Westen sowie Micmanice und Krhovice im Nordwesten.

## Geschichte
Alexovicz gehörte zur Dotation der Prämonstratenserabtei Bruck und wurde 1190 in deren Gründungsurkunde erstmals erwähnt. Im Jahre 1540 veräußerte die Abtei Bruck das Dorf an den Besitzer der Herrschaft Joslowitz, Wilhelm Kuna von von Kunstadt-Erdberg. 1548 verkauften Wilhelms Bürgen die gesamte Herrschaft an den Prager Oberstburggrafen Wolf Kraiger von Kraigk. Ab 1672 wurde der Ort Olkowitz genannt, zur Unterscheidung vom Marktflecken Olkowitz wurde seit 1720 die Namensform Klein Olkowitz verwendet. Zwischen 1676 und 1706 unterstand das Dorf der Gerichtsbarkeit von Rausenbruck. Das älteste Ortssiegel stammt aus dem 18. Jahrhundert, es zeigte ein Herz mit drei daraus hervorsprießenden Blumen. 1790 wurde der vom Danischbach gespeiste Teich südlich des Dorfes trockengelegt; dadurch erhielt der Ort neues Ackerland. Im Jahre 1793 lebten 200 Menschen in den 31 Häusern des Dorfes. Im Jahre 1830 hinterließ ein Hochwasser schwere Schäden. 1831 starben 31 Einwohner an der Cholera. Zu den Grundherren gehörten u. a. von 1609 bis 1790 die Grafen von Althann, ab 1808 Joseph Graf Pallavicini-Centurioni und ab 1835 Wilhelm Hugo von Hompesch-Bollheim.
Im Jahre 1835 bestand das im Znaimer Kreis gelegene Dorf Klein-Olkowitz bzw. Olexowice male aus 40 Häusern, in denen 269 deutschsprachige Personen lebten. Haupterwerbsquelle bildete die Landwirtschaft, auf ca. 50 ha wurde Wein angebaut. Pfarr- und Schulort war Zulb. Bis zur Mitte des 19. Jahrhunderts blieb Klein-Olkowitz der Allodialherrschaft Joslowitz untertänig.
Nach der Aufhebung der Patrimonialherrschaften bildete Klein Olkowitz / Oleksovičky ab 1849 einen Ortsteil der Marktgemeinde Zulb im Gerichtsbezirk Joslowitz. Im Jahre 1867 löste sich Klein Olkowitz von Zulb los und bildete eine eigene Gemeinde. Das neue Gemeindesiegel war nur noch durch eine Rosette verziert. 1862 wurde das Dorf bei einem Hochwasser überflutet. Ab 1869 gehörte die Gemeinde zum Bezirk Znaim; zu dieser Zeit hatte Klein-Olkowitz 290 Einwohner und bestand aus 57 Häusern. Zwischen 1890 und 1895 vernichtete die Reblaus fast alle Weingärten. 1890 hatte Klein Olkowitz 346 Einwohner und bestand aus 70 Häusern; zehn Jahre später lebten in der Gemeinde 380 Personen. Im Jahre 1900 war die Gemeinde erneut von einem Hochwasser betroffen. Nach dem Ersten Weltkrieg zerfiel der Vielvölkerstaat Österreich-Ungarn, die Gemeinde wurde 1918 Teil der neu gebildeten Tschechoslowakischen Republik. In der Ersten Republik erhielt das Gemeindesiegel eine zweisprachige Umschrift um ein Perlenviereck mit darin befindlicher  Rosette. Beim Zensus von 1921 lebten in den 83 Häusern von Klein Olkowitz 402 Personen, darunter 381 Deutsche und 18 Tschechen. Zwischen 1929 und 1930 wurde das Dorf elektrifiziert. 1930 war Klein Olkowitz auf 93 Häuser angewachsen und hatte 400 Einwohner. In den Jahren 1936/37 wurden leichte Bunker des Tschechoslowakischen Walls errichtet. Nach dem Münchner Abkommen wurde die Gemeinde 1938 dem Großdeutschen Reich zugeschlagen und gehörte bis 1945 zum Kreis Znaim. Im Jahre 1939 erfolgte die Eingemeindung nach Zulb. Beide Brücken über den Thayamühlbach wurden am 7. Mai 1945 von der Wehrmacht gesprengt. Am 9. Mai 1945 besetzte die Rote Armee das Dorf. Nach dem Kriegsende kam Oleksovičky zur Tschechoslowakei zurück; zugleich erfolgte die Wiederherstellung der alten Verwaltungsstrukturen. Alle deutschsprachigen Bewohner wurden zwischen August 1945 und März 1946 vertrieben. Danach begann der Abbruch eines Großteils der Häuser. Im Jahre 1950 hatte die Gemeinde Oleksovičky nur noch 153 Einwohner und bestand aus 44 Häusern. Im Zuge der Gebietsreform von 1960 wurde Oleksovičky erneut nach Slup eingemeindet. Beim Zensus von 2001 lebten in den 37 Häusern von Oleksovičky 77 Personen.

## Sehenswürdigkeiten
- Glockenturm auf dem Dorfplatz
- Dreifaltigkeitssäule auf dem Dorfplatz, errichtet 1832
- Nischenkapelle, südlich des Dorfes an der Straße
- Schwedenkreuz, in den Weingärten am Alten Berg

## Söhne und Töchter des Ortes
- Leo Gerger (1923–2001), österreichischer Maler, Grafiker und Emailleur